# Lacinius
Lacinius is een geslacht van hooiwagens uit de familie Phalangiidae (Echte hooiwagens).
De wetenschappelijke naam Lacinius is voor het eerst geldig gepubliceerd in 1876 door Tord Tamerlan Teodor Thorell. 

## Soorten
Lacinius omvat de volgende 17 soorten:
- Lacinius aculeatus
- Lacinius angulifer
- Lacinius bidens
- Lacinius carpenteri
- Lacinius carpetanus
- Lacinius dentiger
- Lacinius ephippiatus
- Lacinius erinaceus
- Lacinius horridus
- Lacinius insularis
- Lacinius longisetus
- Lacinius magnus
- Lacinius ohioensis
- Lacinius regisalexandri
- Lacinius ruentalis
- Lacinius texanus
- Lacinius zavalensis